# 대한민국 민법 제434조
대한민국 민법 제434조는 보증인과 주채무자상계권에 대한 민법 채권법 조문이다.

## 조문
제434조(보증인과 주채무자상계권) 보증인은 주채무자의 채권에 의한 상계로 채권자에게 대항할 수 있다.

第434條(保證人과 主債務者相計權) 保證人은 主債務者의 債權에 依한 相計로 債權者에게 對抗할 수 있다.

## 참고 문헌
- 오현수, 일본민법, 진원사, 2014. ISBN 9788963463452
- 오세경, 대법전, 법전출판사, 2014 ISBN 9788926210277
- 이준현 , LOGOS 민법 조문판례집, 미래가치, 2015. ISBN 9791155020869